# Darłowo
Darłowo é um município da Polônia, na voivodia da Pomerânia Ocidental e no condado de Sławno. Estende-se por uma área de 20,21 km², com 13 935 habitantes, segundo os censos de 2016, com uma densidade de 689,5 hab/km².